# 梅爾 (威爾特郡)
梅爾（Mere）是位於英格蘭威爾特郡的一個小鎮和民政教區。A303公路途徑這裡。這裡的主要名勝有聖米歇爾教堂和伍德蘭茲莊園等。

## 外部連結
- Mere Town Council （页面存档备份，存于）
- Mere Museum （页面存档备份，存于）
- St Michael's Church （页面存档备份，存于）

 维基共享资源上的相關多媒體資源：梅爾
Template:South West Wiltshire